# Hirek Wrona

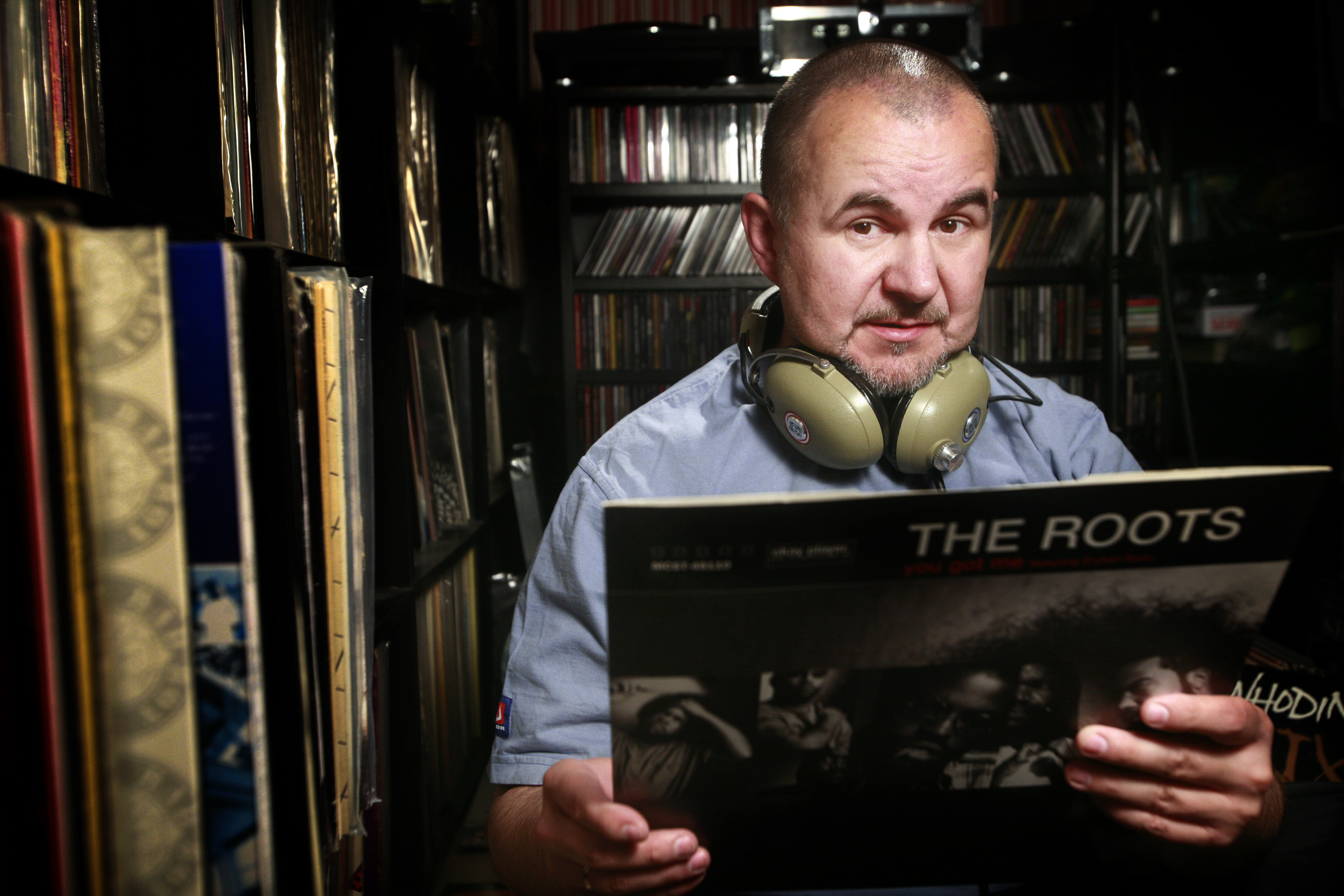
Hieronim Wrona prezenter i dziennikarz radiowy

Hirek Wrona, właśc. Hieronim Roman Wrona (ur. 5 sierpnia 1960 w Mielcu) – polski dziennikarz telewizyjny i radiowy, niezależny publicysta, DJ, DVJ. Producent i reżyser wydarzeń artystycznych oraz koncertów. Jest założycielem wytwórni muzycznej Pink Crow Records, był także współwłaścicielem aktywnej w latach 90. wytwórni hip-hopowej B.E.A.T. Records.

## Życiorys
Syn Kamili z domu Ortyl. Uczęszczał do Szkoły Podstawowej nr 2 im. Tadeusza Kościuszki w Mielcu. W młodości uczył się gry na skrzypcach. Ukończył II Liceum Ogólnokształcące im. Mikołaja Kopernika w Mielcu. W 1979 zdał egzamin dojrzałości i rozpoczął studia w Rzeszowie. Tam w 1980 był współzałożycielem Niezależnego Zrzeszenia Studentów. Po wprowadzeniu stanu wojennego dostał urlop dziekański celem odbycia zasadniczej służby wojskowej w JW 2046 w Krośnie. W 1983 podjął studia na Wydziale Prawa i Administracji UMCS w Lublinie, które ukończył w 1988. Będąc studentem, współpracował z lubelskim Akademickim Radiem Centrum (1984–1987), z rozgłośnią Polskiego Radia Lublin (1984–1985), a następnie z Programem III Polskiego Radia.
Od 1 lipca 1985 z przerwami współpracował z Programem III Polskiego Radia (1985–1991 i 2003–2020). Był autorem i współpracownikiem takich audycji jak m.in. Radiomann, Radio Clash, Między dniem a snem, Muzyka z nowej płyty czy Czarny piątek, Soul – muzyka duszy, Polski Bit, Do Południa i Czarna noc w PR III Polskiego Radia. Z Trójki odszedł 17 maja 2020.
Współpracował również z innymi stacjami radiowymi: RMF FM, Radiem Plus i Radiem Jazz. W latach 90. tworzył wspólnie ze studiem Nieustraszonych Łowców Dźwięków program Czarna godzina emitowany w 30 stacjach lokalnych na terenie Polski. W latach 1995–1996 był redaktorem naczelnym pierwszej radiowej sieci satelitarnej „Kosmos”.
W latach 1991–2006 współprowadził blok muzyczny w programie informacyjnym Teleexpress na TVP1. W 1999–2000 był redaktorem naczelnym magazynu „Empik TV” oraz współtwórcą witryny Empik.com. W latach 2002–2004 współtworzył i redagował serwis o muzyce klubowej WZone.pl, a ponadto stworzył i redagował serwis o muzyce klubowej MixMaster.pl.
W 1992 był współproducentem, reżyserem oraz współprowadzącym koncertu „Niech świat się do nich uśmiechnie”, który odbył się na Stadionie X-lecia w Warszawie. Jest pomysłodawcą koncertu Hip-hop Opole, którego był również scenarzystą i prowadzącym koncertów w latach 2001–2004. Był także scenarzystą i współproducentem koncertu jubileuszowego z okazji 30-lecia Niezależnego Zrzeszenia Studentów (NZS) Trzymaj Pion na Rynku Głównym w Krakowie. W 2006 w Warszawie jako DJ supportował Depeche Mode.
Jest rzecznikiem prasowym wielu festiwali i koncertów (m.in.: Krajowego Festiwalu Piosenki Polskiej w Opolu, Międzynarodowego Festiwalu Piosenki w Sopocie, Jazz Jamboree, koncertu Jeana Michaela Jarre’a). W 2003 i 2004 zasiadał w komisji jurorskiej wyłaniającej uczestników krajowych eliminacji do Konkursu Piosenki Eurowizji. W 2005 został członkiem Amnesty International. W latach 2007–2009 był członkiem Rady Fundacji Centrum Twórczości Narodowej, a w latach 2011–2017 zasiadał w Radzie Akademii Fonograficznej ZPAV w sekcji muzyki rozrywkowej. W latach 2003–2005 prowadził galę nagród muzycznych „Fryderyk”. Był jurorem programu Hit, Hit, Hurra (2016) na TVP1.
W latach 2015–2018 był pierwszym oficjalnym DJ-em reprezentacji Polski. Od 2016 był wykładowcą przedmiotów związanych z dziennikarstwem muzycznym w Instytucie Dziennikarstwa i Komunikacji Społecznej Uniwersytetu Wrocławskiego. Od jesieni 2018 związany z redakcją sportową Polsatu, w której opowiada o muzyce w piłce nożnej.
Od 1988 jest żonaty z Elżbietą. Ma córkę Małgorzatę.

## Filmografia
- Kielce – Czyli Polski Bronx (1995, reżyseria: Bogna Świątkowska, Marek Lamprecht)[a][17]
- Blokersi (2001, reżyseria: Sylwester Latkowski)[18]
- Nakręceni, czyli szołbiznes po polsku (2003, reżyseria: Sylwester Latkowski)
- MC. Człowiek z winylu (2010, reżyseria: Bartosz Warwas)[19]

## Publikacje
- A. Cała, R. Miszczak, H. Wrona, Dusza, rytm, ciało. Leksykon muzyki r&b soul, Agencja Joytown 2008, ISBN 978-83-926931-0-9.
- B. Świątkowska, S. Pękala, H. Wrona, Rap, dance & techno, Atena, cop. 1997, ISBN 83-85414-93-2.

## Nagrody
- Doroczna Nagroda Ministra Kultury i Dziedzictwa Narodowego za kampanię Bądź świadomy (2012)
- Nagroda Specjalna ZAiKS-u (2022)[20]